# Siegfried Rüger
Siegfried Rüger (* 11. Juli 1933 in Leipzig; † 19. September 2007 in Dresden) war ein deutscher Ingenieur und Verkehrswissenschaftler. Als Professor an der Hochschule für Verkehrswesen in Dresden und der TU Dresden beeinflusste er die Entwicklung des öffentlichen Personennahverkehrs vor allem in der DDR über Jahrzehnte durch Forschungsvorhaben und Fachbücher.

## Leben
Rügers Vater verunglückte im Bergbau kurz nach dem Krieg. Rüger absolvierte nach der Schulzeit zunächst eine kaufmännisch-technische Lehre. Anschließend war er bei den Leipziger Verkehrsbetrieben zunächst als Verkehrsassistent und technischer Betriebsassistent tätig. 1955 wurde er Leiter des Fahrplan- und Dienstplanbüros, 1960 Leiter der Gruppe Verkehrstechnik. Gleichzeitig absolvierte er ein Fernstudium an der Dresdner Hochschule für Verkehrswesen (HfV) „Friedrich List“ in der Fachrichtung Eisenbahnbetrieb, das er 1961 als Diplomingenieur abschloss. Im selben Jahr wurde er durch Gerhart Potthoff als wissenschaftlicher Assistent an den dortigen Lehrstuhl für Betriebstechnik der Verkehrsmittel geholt. 1963 promovierte Rüger bei Potthoff, 1966 folgte die Habilitation. Ein Jahr später wurde Rüger als Hochschuldozent für Betriebstechnik des städtischen Nahverkehrs an die HfV berufen. 1974 bis 1985 leitete er den Wissenschaftsbereich Technologie des Straßentransports. 1977 wurde er außerordentlicher Professor. Ab Oktober 1990 war er Dekan der Fakultät Verkehrsingenieurwesen und Logistik.
1992 gingen Teile der Hochschule für Verkehrswesen an die TU Dresden über, Rüger begleitete als Professor den Übergang aktiv und wurde entsprechend von 1994 bis 1997 Dekan der aus der HfV an die TU übernommenen Fakultät Verkehrswissenschaften „Friedrich List“. Im Jahr 2000 wurde Rüger emeritiert, sein Lehrstuhlnachfolger wurde Rainer König. Rüger blieb aber auch danach durch Veröffentlichungen und Mitarbeit in Fachgremien, so der Forschungsgesellschaft für Straßen- und Verkehrswesen oder der DVWG, bis zu seinem Tod im September 2007 aktiv. Schwerpunkt seiner wissenschaftlichen Arbeit waren Fragen der Betriebsdurchführung des öffentlichen Nahverkehrs, insbesondere der Netzgestaltung, der Fahrplanung und der Dienstplanerstellung. Im Rahmen der Jahresversammlung des Verbands Deutscher Verkehrsunternehmen wurde er mit der Dr.-Friedrich-Lehner-Medaille für hervorragende Leistungen auf dem Gebiet des öffentlichen Personennahverkehrs ausgezeichnet, die TU Budapest verlieh ihm 1998 die Ehrendoktorwürde.
Seit 1963 war Rüger mit seiner Frau Erika verheiratet, zusammen haben sie zwei Söhne.

## Veröffentlichungen (Auswahl)
- Betriebstechnologie städtischer öffentlicher Personenverkehr; Berlin: Transpress, Verlag f. Verkehrswesen, VEB, 1974
- Möglichkeiten zur Energieeinsparung bei Straßenbahnen durch Einsatz von Bordrechnern (zusammen mit Konrad Thomsch), in: Wissenschaftliche Zeitschrift der Hochschule für Verkehrswesen „Friedrich List“ in Dresden; 4/1983
- Transporttechnologie städtischer öffentlicher Personenverkehr; 3. bearb. Auflage, Berlin: Transpress, Verlag für Verkehrswesen, 1986
- Gerhart Potthoff – ein Leben für die Verkehrswissenschaft, (Beitrag zur Gerhart-Potthoff-Tagung 1991) HfV Dresden, 1991
- Bemerkungen zum Betriebskonzept der Berliner S-Bahn; in: Verkehr+Technik 12/1997
- Dienstplanaufbau im Personennahverkehr; in: Der Nahverkehr 3/1998